# Francisco Meneghini
Francisco Meneghini Correa (* 13. August 1988 in Rosario) ist ein argentinischer Fußballtrainer.

## Karriere
Ohne ein professioneller Fußballspieler gewesen zu sein, begann Meneghini seine Karriere im Trainerstab als Analyst von Marcelo Bielsa in der chilenischen Fußballnationalmannschaft. Später war er Teil des Trainerstabs von Jorge Sampaoli, wo er Sebastián Beccacece kennenlernte, mit dem er gemeinsam bei CSD Defensa y Justicia und in der argentinischen Nationalmannschaft zusammenarbeitete.
Im November 2018 übernahm Paqui, wie Meneghini auch genannt wird, das Traineramt von Unión La Calera, das er bis zu seiner Entlassung im September 2019 nach der Niederlage gegen Deportes Antofagasta innehatte. Im Dezember 2019 trat er die Position des Cheftrainers bei Audax Italiano an, von der er im Dezember 2020 zurücktrat.
Von Juli 2021 bis Saisonende kehrte er zu Unión La Calera zurück, wo er nach einer durchwachsenen Saison die Qualifikation für die Copa Sudamericana erreichte. Zur Folgesaison wurde Meneghini als neuer Trainer bei Everton vorgestellt, den er bis zu seiner Entlassung im März 2024 trainierte. Im Mai 2024 kehrte er als Trainer zu Defensa y Justicia nach Argentinien zurück, wurde jedoch nach nur wenigen Monaten wegen schlechter Resultate von seinen Aufgaben entbunden. Im November 2024 gab der CD O’Higgins die Verpflichtung Meneghinis auf der Trainerposition bekannt.